# Sciaena
Sciaena is een geslacht van straalvinnige vissen uit de familie van de ombervissen (Sciaenidae). Het geslacht werd vermeld in 1758 door Linnaeus in de tiende editie van Systema naturae.

## Soorten
- Sciaena callaensis Hildebrand, 1946
- Sciaena deliciosa (Tschudi, 1846)
- Sciaena umbra Linnaeus, 1758 – Zeeraaf
- Sciaena wieneri Sauvage, 1883